# Dolores Cárdenas Arechiga
María Dolores Cárdenas Aréchiga (Mascota, Jalisco 24 de noviembre de 1898 - Tepic, Nayarit 19 de abril de 1996). Dolores Cárdenas fue una feminista y personaje de la Revolución Mexicana. Participó con grado de Mayor del Ejército en la División del Norte de Francisco Villa. Al finalizar la guerra de Revolución, Dolores Cárdenas se dedicó a la docencia como maestra rural durante casi 50 años. Fue profesora en las poblaciones nayaritas de La Curva, Municipio de Ruiz, Ixtlán del Río, La Boquita, San Vicente, Navarrete y Miravalles. Fue conocida como la "maestra Lolita."
Dolores Cárdenas fue tía y profesora de Luis E. Miramontes Cárdenas, quien más tarde sería conocido por la invención de la píldora anticonceptiva. Luis Miramontes en repetidas ocasiones menciona a su tía como su más grande motivación para convertirse en científico e inventor.

## Obra escrita
- Herlinda Barrientos, Ma. Dolores Cárdenas y Guillermo González Cedillo. "Con Zapata y Villa". Tres relatos testimoniales. Instituto Nacional de Estudios Históricos de la Revolución Mexicana. México, 1991. 169 pp.
- Ma. Dolores Cárdenas. Una pequeña etapa de mi vida. Monografía Biográfica. México 1986.